# Malowany dym
Malowany dym – utwór z repertuaru zespołu Skaldowie, skomponowany przez Andrzeja Zielińskiego do tekstu Leszka Aleksandra Moczulskiego, w listopadzie 1968 roku. Piosenka utrzymana jest w skali góralskiej, z bardzo wyraźnymi naleciałościami rocka psychodelicznego. Utwór po raz pierwszy nagrano dla Polskiego Radia w grudniu 1968 roku, tuż po dołączeniu do grupy gitarzysty, Krzysztofa Paliwody. W 1969 roku piosenka ukazała się na trzecim albumie Skaldów, zatytułowanym „Cała jesteś w skowronkach”. Obecnie była kilkukrotnie wykonywana na koncertach zespołu, m.in. na 40 MFFZG w Zakopanem, 22 sierpnia 2008.

## Muzycy biorący udział w nagraniu
- Andrzej Zieliński – organy Farfisa, fortepian, śpiew;
- Jacek Zieliński – skrzypce, śpiew;
- Konrad Ratyński – gitara basowa;
- Jerzy Tarsiński – gitara;
- Krzysztof Paliwoda – gitara;
- Jan Budziaszek – perkusja.